# Релігія в Туреччині
| Релігія в Туреччині | Релігія в Туреччині | Релігія в Туреччині | Релігія в Туреччині | Релігія в Туреччині |
| ------------------- | ------------------- | ------------------- | ------------------- | ------------------- |
| Релігя              |                     |                     | Відсоток            |                     |
| Іслам               | Іслам               |                     | 96.1%               | 96.1%               |
| Агностицизм         | Агностицизм         |                     | 2.3%                | 2.3%                |
| Атеїзм              | Атеїзм              |                     | 0.9%                | 0.9%                |
| Християнство        | Християнство        |                     | 0.6%                | 0.6%                |
| Інші                | Інші                |                     | 0.1%                | 0.1%                |

Іслам є найпопулярнішою релігією в Туреччині за даними перепису, причому 98% населення автоматично реєструються державою як мусульмани, для тих, чиї батьки не є представниками жодної іншої офіційно визнаної релігії, а решта 1% не є релігійними, 0,2% християни та 0,8% - представники інших релігій.  Наразі держава не дозволяє змінювати окремі записи на щось інше, окрім ісламу, християнства чи юдаїзму, а останні дві приймаються лише з документом про визнання, оприлюдненим офіційно визнаною церквою чи синагогою. У 2016 році іслам був основною релігією в Туреччині, що складала 98,3% від усього населення, а християнство - 0,2%.

## Іслам
Більшість населення країни сповідує іслам сунітського типу. Існує велика кількість мечетей — 84657.
З приходом у 2002 році «Партії справедливості і розвитку» в країні значно зросла ісламізація, яка триває з 70-х років. Однак згідно з турецьким дослідженням на тему «Соціальна структура і релігія в Туреччині», проведеним в 2008-2011 роках, тільки 10% хочуть жити по шаріату, 80% ставляться до цього негативно, 10% вагалися з відповіддю.

## Християнство
До геноциду вірмен, греків і ассирійців в Туреччині Константинопольському Патріархату належало 2549 релігійних об'єктів, включаючи більше ніж 200 монастирів і 1600 церков. Велика кількість пам'яток архітектури були зруйновані або перетворені в мечеті і караван-сараї після вигнання понтійців і вірмен з земель, на яких вони проживали понад 2,5 тис. років. Тільки в 1960-х роках вчені підняли питання реєстрації та порятунку пам'яток духовної спадщини. У 1974 році вчені ідентифікували в різному стані залишки 913 православних церков і монастирів в Туреччині. Більше половини будівель з цих пам'яток не збереглися до наших днів, з тих, що залишилися, 252 були зруйновані і тільки 197 знаходяться в більш-менш придатному стані.
У 21 столітті прогнозується занепад християнства в Туреччині, через багаторічне переслідування християн, в основному греків та вірмен.

## Юдаїзм
У Туреччині зареєстровано 36 юдейських синагог - в Стамбулі, Адані, Анкарі, Ізмірі, Чанаккале, Бурсі, Киркларелі, ще три синагоги зареєстровані, але поки не діють.